# Inga-Lena Ahnblom
Inga-Lena Ahnblom, född 26 september 1926 i Fjällbacka, död där 3 september 2008, var en svensk konstnär.
Ahnblom studerade i sina tonår teckning via  korrespondenskurser, senare studerade hon för Tage Nilsson i Arboga och för Tore Hultcrantz och Torsten Bergmark vid Numanaskolan i Italien därefter vid S:t Julien konstskola i Provence i Frankrike och vid för Jan Noren vid Nordvästra Skånes målarskola i Höganäs samt under ett stort antal studieresor. Efter sin debut hade hon årliga separatutställningar och deltog i samlingsutställningar i Numana i Italien, Arles i Frankrike, Ebeltoft i Danmark, Dröbak i Norge och den årliga Julsalongen i Arboga. Hennes konst består av trädgårdsmotiv och landskapsmålningar ofta med kustmiljöer i olja eller akvarell. Ahnblom är representerad vid Västmanlands läns landsting. Hon är begravd på Fjällbacka kyrkogård.